# Thunersee-Yachtclub
Der Thunersee-Yachtclub (TYC) ist ein Segelclub in Thun am Thunersee in der Nähe von Bern (Schweiz).
1920 wurde er als „Thunersee-Segler-Verband“ gegründet und 1922 in „Thunersee Yachtclub“ umgetauft. Der Thunersee-Yachtclub zählt heute über 750 aktive Mitglieder. Das von Carl Furrer übernommene, direkt am Wasser gelegene Werftareal, dient seit mehr als 50 Jahren als Clubgelände. Es liegt in Thun am Westende des Thunersees und ist ab Bern in rund einer halbstündigen Autofahrt erreichbar. Der Verein hat in seiner Geschichte verschiedene Schweizer-, Europa- und Weltmeister sowie Olympiateilnehmer, unter anderem Flavio Marazzi und Enrico De Maria, hervorgebracht. Der TYC ist Mitglied des regionalen „Thuner- und Brienzersee Segel Verbandes“ (TBSV) und der „Swiss Sailing“.